# Migdolus thulanus
Migdolus thulanus é uma espécie de coleóptero da tribo Anoplodermatini (Anoplodermatinae). Com distribuição restrita aos estados de Goiás e Mato Grosso (Brasil).